# Pedagogía

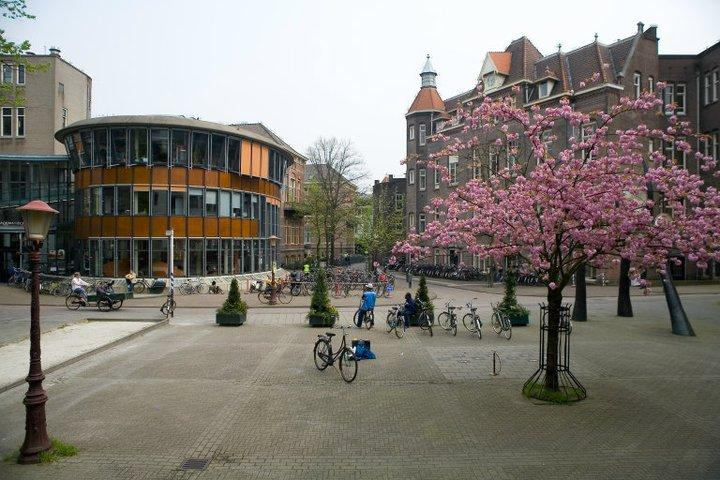
Universidad de Ámsterdam, Países Bajos.

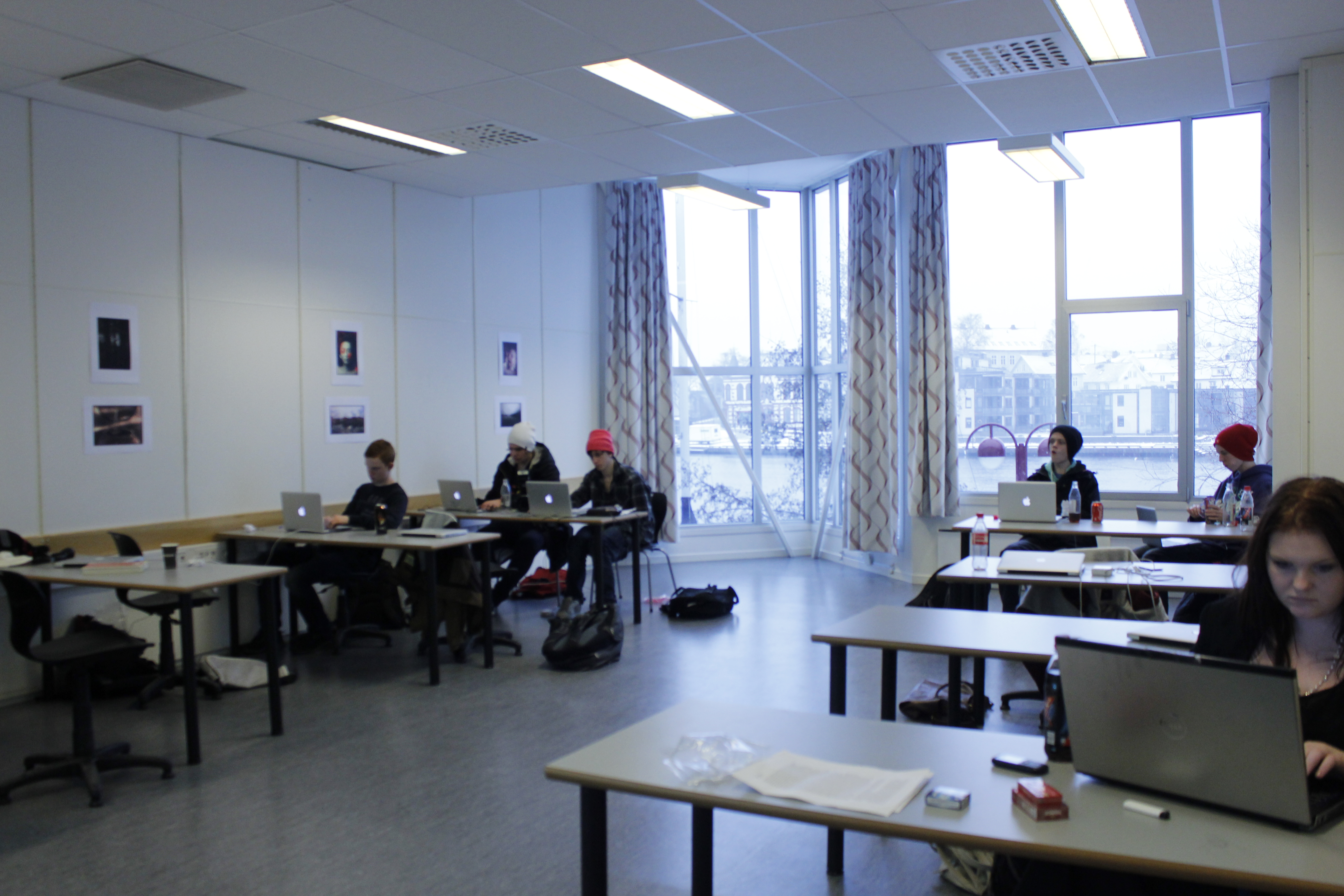
Un salón de clase en Escandinavia.

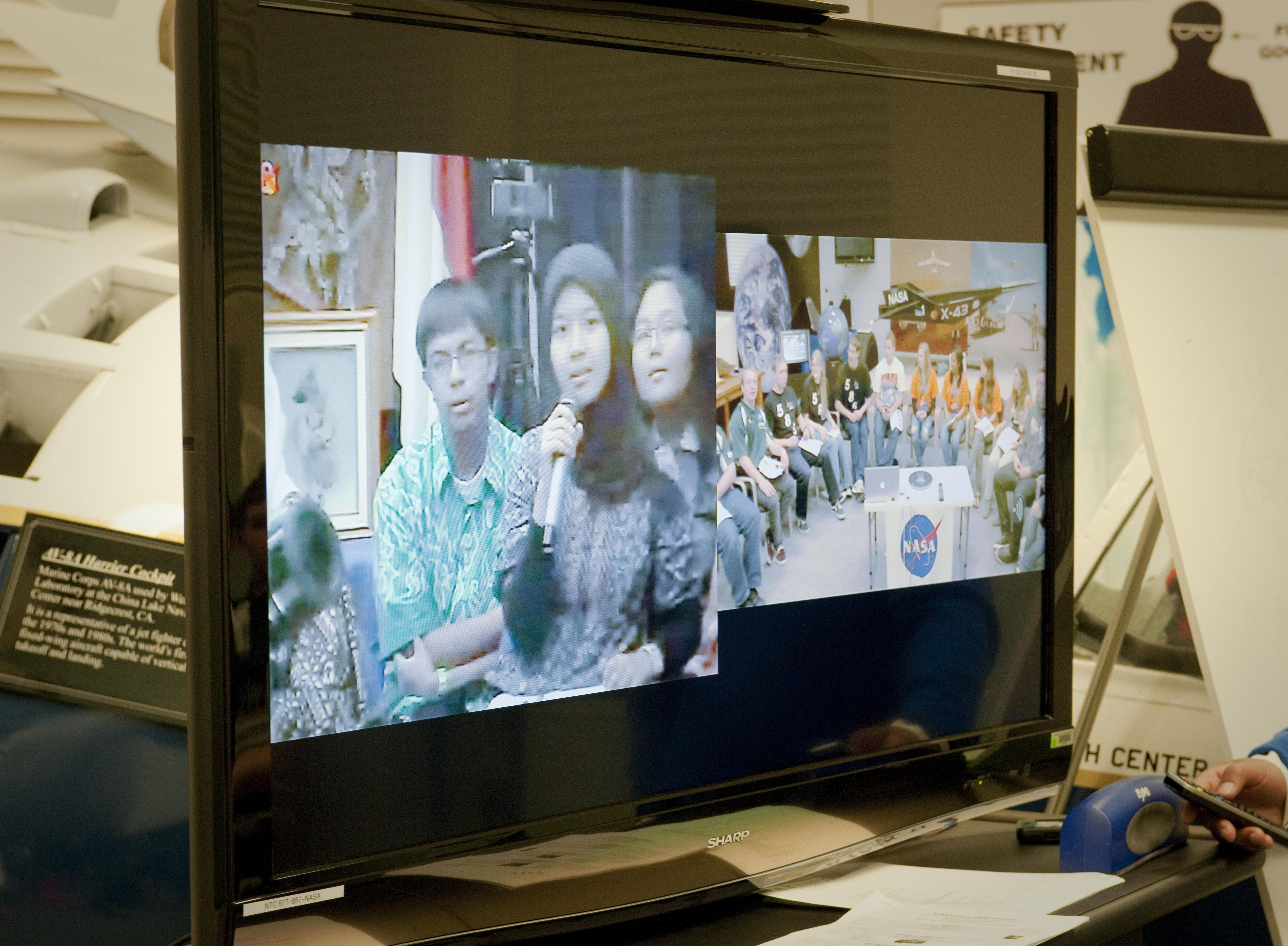
Estudiantes estadounidenses e indonesios en una videoconferencia con la NASA, como parte de su formación.

La pedagogía es una disciplina con autonomía, identidad e intereses propios que interviene en la educación con la finalidad de legitimar y mejorar los ideales y las prácticas educativas. Enfocada en la investigación y reflexión de las teorías educativas en todas las etapas de la vida, no solo en la infancia. Se nutre de conocimientos provenientes de la sociología, historia, antropología, filosofía, psicología y política. El término «pedagogía» ha evolucionado para referirse al estudio de la educación como un fenómeno complejo y multi referencial.
Esta profesión está basada en las teorías y análisis de aquellos procesos educativos que emplean los seres humanos a lo largo de su vida, por lo que implica un lado teórico reflexivo dentro de la relación enseñanza-aprendizaje.

El propósito del pedagogo es el construir teoría referente a la investigación educativa. La educación por su parte, es un proceso permanente e inacabado a lo largo de toda la vida, que busca la formación integral del ser humano; se refiere a la acción de formar y perfeccionar, es decir, una acción práctica que se da en todas las sociedades. 
Ser pedagogo entraña la aceptación, el reconocimiento, la valoración de la educación y también el convencimiento de que en algo está mal, que es perfectible, que requiere modificaciones porque no es como debería ser 
Su objeto de estudio es «la educación», en sentido amplio, y ha cobrado un estatuto institucional y legal desde las diversas legislaciones internacionales, como refieren los documentos de la Organización de las Naciones Unidas para la Educación la Ciencia y la Cultura (Unesco), o la Organización de Estados Iberoamericanos para la Educación, la Ciencia y la Cultura (OEI), a su vez que los propios de cada país (como las leyes generales o nacionales sobre educación). También es posible encontrar la palabra «formación» como objeto de estudio de la pedagogía, siendo «educación» y «formación» vocablos en debate, pues indican términos y posiciones epistemológicas diferentes referidas a lo educativo. Lo específico de la formación es que se trata de un proyecto propio, asumido personalmente.
Cuenta con diversas áreas laborales y de aplicación tales como el currículum, las nuevas tecnologías aplicadas a la educación, la docencia, la investigación educativa, la gestión administrativa o directiva enfocada a la educación, la orientación educativa y el desarrollo comunitario, entre otras.

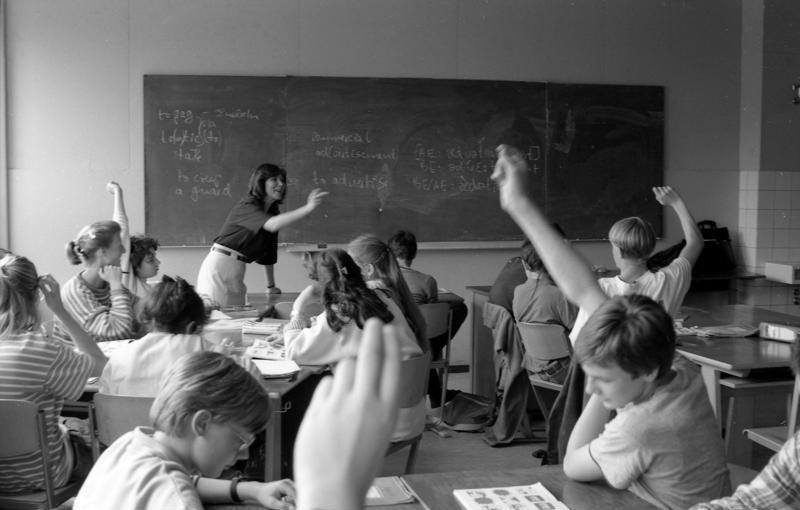
Bonn Gymnasium

## Definición y etimología
El significado del término "pedagogía" es a menudo controvertido y se han sugerido una gran variedad de definiciones. El enfoque más común es definirla como el estudio o ciencia de los métodos de enseñanza. En este sentido, es la metodología de la educación. Como metodología, investiga las formas y prácticas que pueden utilizarse para realizar los objetivos de la educación. El objetivo principal suele identificarse con la transmisión del conocimiento. Otros objetivos incluyen el fomento de habilidades y rasgos de carácter. Incluyen ayudar al alumno a desarrollar sus capacidades intelectuales y sociales, así como el aprendizaje psicomotor y afectivo, que consisten en desarrollar habilidades prácticas y disposiciones emocionales adecuadas, respectivamente.
Sin embargo, existe un debate relacionado con su  definición, está la perspectiva de que la pedagogía puede ser vista como una ciencia, una disciplina o  como un artesanía. Esta caracterización hace más hincapié en el aspecto práctico de la pedagogía, que puede implicar diversas formas de "conocimiento tácito difícil de expresar con palabras". Este enfoque se basa a menudo en la idea de que los aspectos más centrales de la enseñanza sólo se adquieren mediante la práctica y no pueden codificarse fácilmente a través de la investigación científica. En este sentido, la pedagogía se ocupa de "observar y perfeccionar la propia habilidad como profesor". Una definición más inclusiva combina estas dos caracterizaciones y ve la pedagogía tanto como la práctica de la enseñanza como el discurso y el estudio de los métodos de enseñanza. Algunos teóricos dan una definición aún más amplia al incluir consideraciones como "el desarrollo de la salud y la aptitud corporal, el bienestar social y moral, la ética y la estética".  Debido a esta variedad de significados, a veces se sugiere que la pedagogía es un "término comodín" asociado a diversas cuestiones de enseñanza y aprendizaje. En este sentido, carece de una definición precisa.
Según Patricia Murphy, una reflexión detallada sobre el significado del término "pedagogía" es importante, no obstante, ya que diferentes teóricos lo utilizan a menudo de maneras muy distintas. En algunos casos, incluso se incluyen en su definición supuestos no triviales sobre la naturaleza del aprendizaje. La pedagogía suele entenderse específicamente en relación con la educación escolar. Pero en un sentido más amplio, incluye todas las formas de educación, tanto dentro como fuera de las escuelas. En este sentido amplio, se refiere al proceso de enseñanza que tiene lugar entre dos partes: profesores y alumnos. El objetivo del profesor es provocar ciertas experiencias en el alumno para fomentar su comprensión de la materia que se va a enseñar. La pedagogía se interesa por las formas y los métodos utilizados para transmitir esta comprensión.

## Paradigmas de la pedagogía
El paradigma de la pedagogía (o paradigma de la educación), es el modelo bajo el cual se educa; es decir, es el conjunto de concepciones filosóficas sobre la educación que vienen a influir en la praxis y finalidad de los procesos pedagógicos educacionales.
Existen muchos paradigmas de la educación, tales como:

### Pedagogía crítica
La pedagogía crítica es una corriente pedagógica, una filosofía de la educación y un movimiento social que desarrolló y aplicó conceptos provenientes de la Teoría Crítica de la Escuela de Fráncfort y tradiciones relacionadas, hacia el campo de la educación y el estudio de la cultura.
La Pedagogía Crítica, al contrario que la "Educación bancaria", rechaza la idea de que el conocimiento es políticamente neutral y argumenta que la enseñanza es un acto inherentemente político, ya sea que el maestro lo reconozca o no. Por lo tanto, las cuestiones de justicia social y democracia no son distintas de los actos de enseñanza y aprendizaje. El objetivo de la pedagogía crítica es la emancipación de la opresión a través del despertar de la conciencia crítica, basada en el término portugués conscientização. Cuando se logra, la conciencia crítica alienta a los individuos a efectuar el cambio en su mundo a través de la crítica social y la acción política.

### Pedagogía progresista o escuela nueva
La pedagogía progresista, también conocida como educación progresista y con otras muy diversas denominaciones (entre ellas, escuela nueva, escuela activa, nueva educación, educación nueva), es un movimiento o un grupo de movimientos pedagógicos de carácter progresista, críticos con la educación tradicional, a la que acusan de formalismo, de autoritarismo, de fomentar la competitividad, y de constituir una mera transmisión de conocimientos mediante la memorización, pasiva para el alumno y ajena a sus intereses, definiendo su modelo con los rasgos opuestos: educación práctica, vital, participativa, democrática, colaborativa, activa y motivadora.
Estos movimientos surgieron a finales del siglo XIX, continuaron su desarrollo en el siglo siguiente, y se volvieron predominantes en las denominadas reformas educativas planteadas en el contexto intelectual de la revolución de 1968. También se utilizan expresiones como pedagogía reformista o educación reformista, denominaciones que no solo se vinculan a las legislaciones de reforma educativa, sino a los proyectos de reforma social (la propia utilización de la palabra reforma implica una connotación progresista, hasta tal punto que las modificaciones educativas con carácter conservador se suelen calificar de "contra-reformas" por los partidarios de la pedagogía progresista).

### Pedagogía anarquista o libertaria
La pedagogía en el anarquismo se refiere a una serie de planteamientos propuestos sobre pedagogía hecha por determinados sectores del anarquismo. Representa usualmente la parte educacional del mismo (partidaria de un cambio político y social evolucionario, que desembocaría en un cambio revolucionario). Los puntos en común de estas propuestas se relacionan con conseguir un método de aprendizaje en el que la persona pueda desarrollar sus aptitudes libremente, sin autoridad impuesta. Para un pedagogo como Sébastien Faure, «los niños no pertenecen ni a Dios, ni al Estado, ni a su familia, solo a ellos mismos». 
Famosos pedagogos y escritores tales como Francisco Ferrer Guardia, Ricardo Mella y León Tolstói escribieron sobre este tema, poniendo en práctica diversas experiencias escolares como la Escuela Moderna de Barcelona a comienzos del siglo XX, La Ruche promovida por Sébastien Faure, la escuela racionalista de José Sánchez Rosa en Andalucía, o las escuelas para obreros de los ateneos populares anarcosindicalistas en la España del primer tercio del siglo XX (llamados ateneos libertarios). En los Estados Unidos surgió entre 1910 y 1960 un movimiento de escuelas modernas inspirado en la obra de Ferrer. 
Pensadores de la corriente humanista (Emmanuel Mounier, Bertrand Russell), del campo de la psicología (Erich Fromm) y de la pedagogía (Célestin Freinet, Ivan Illich o Rudolf Steiner) han retroalimentado las ideas de una pedagogía de corte anarquista. Más recientemente, pensadores de variadas formas de anarquismo han planteado reformas educativas en torno a conceptos tan distintos como la desescolarización de Iván Illich, la pedagogía Waldorf de Rudolf Steiner, la Pedagogía Activa No Directiva o la educación en el hogar promovida por asociaciones de padres de familia.

### Pedagogía cibernética
La pedagogía cibernética consiste en el control de los procesos cognitivos de los estudiantes durante su proceso de instrucción. Esta se apoya en teoría de la cibernética, y en algunas ideas y conceptos surgidas de la matemática, conocidas como Algoritmo y Heurística, y que coadyuva en la solución de problemas y la creatividad.
El Algoritmo, desde el punto de vista de la Cibernética, son los estados estables del proceso de autoorganización del cerebro, y la Heurística sería un estado nuevo alcanzado por realimentación positiva. Es un tipo de metacognición, con el que sea analiza el propio pensamiento para alcanzar un nuevo y mejor estado de comprensión, y para la solución de problemas. 
La cibernética en la educación tiene como objeto de estudio a aquellos sistemas que se caracterizan por el procesamiento, almacenamiento y transmisión de la información, estos sistemas se conocen también como sistemas cibernéticos. Existe una estrecha relación entre el comportamiento de estos sistemas y los procesos de toma de decisiones, dado que en principio estas últimas constituyen el resultado de procesos en que el papel protagónico lo juega la información. Es evidente que la toma de decisiones está indisolublemente ligada a los procesos de dirección, otra de las vertientes importantes del saber cibernético.
En la Pedagogía Cibernética, el control no es rígido y unidireccional del profesor al estudiante, ya que este último tiene un papel activo a partir de sus propias experiencias y elecciones. Hay una especie de autodidactismo en que debe haber un espacio para la creación mental. Esto porque esta pedagogía se basa en la teoría de la cibernética: el estudio del flujo de información y que regula un sistema en una cierta dirección, que en nuestro caso es entre el alumno y el profesor (pero que también en la dirección inversa, estudiando las respuestas del alumno, y aprendiendo de él), para el control del aprendizaje.
Intenta ser un método eficiente en trasmitir el conocimiento, regulando el aprendizaje por medio de algoritmos, y buscando que sea el mismo alumno quien termine controlando este proceso. El profesor solo intenta organizar las condiciones externas para que el alumno aprenda participando activamente del proceso de aprendizaje. El objetivo final es que sea el propio alumno el que finalmente controle su propio aprendizaje: que aprenda a pensar, y a aprender por el mismo. Cuanto más rápido sea alcanzado este objetivo, es mejor.
Pero el objetivo no solo es transmitir conocimiento, sino que también “actitudes, responsabilidad, bondad”…“hábitos rigurosos para el desarrollo especifico de todo tipo de actividades (lectura, escritura, cálculos aritméticos, la solución de varios tipos de problemas prácticos e intelectuales).”
Esta pedagogía no sustituye a la Pedagogía tradicional, pero la hace posible, ya que es tener el conocimiento de algo, no implica su correcta aplicación, como acontece con cualquier área del conocimiento (mismo en la Pedagogía). 
Èsta ya ha mostrado su eficacia en diversa áreas educativas como en geometría, gramática, ortografía de su idioma en Rusia, y los resultados que obtuvieron fueron muy alentadores, según sus propias palabras:

Los resultados fueron óptimos. Escolares que habían estudiado geometría durante dos años y medio sin haber aprendido a resolver problemas, luego de un breve aprendizaje de algoritmos especiales, revelaron de pronto aptitudes para las matemáticas. A partir de ese momento, resolvían sin dificultades la mayor parte de los problemas que antes constituían un escollo para ellos. En cuanto a los que ya lo resolvían bien, ni bien aplicaron las nuevas reglas, mejoraron aún más su comprensión.

### Pedagogía de la liberación
La pedagogía de la liberación es un movimiento educativo. La educación liberadora es un proceso de renovación de la condición social del individuo, considerando al sujeto como un ser pensante y crítico, reflexivo de la realidad que vive. En este proceso, la liberación se contrapone a la pedagogía bancaria, la cual limita la posibilidad de creación de conocimientos propios, fomentando la reproducción sin análisis ni comprensión de los temas que se estén enseñando.

## Historia

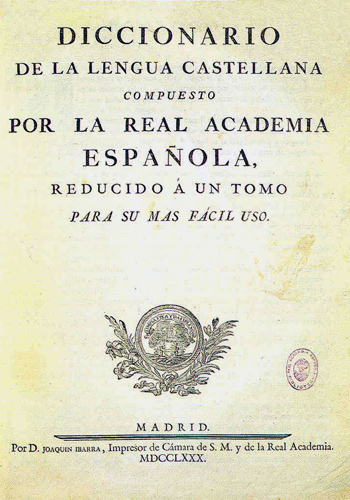
Diccionario de la Real Academia Española

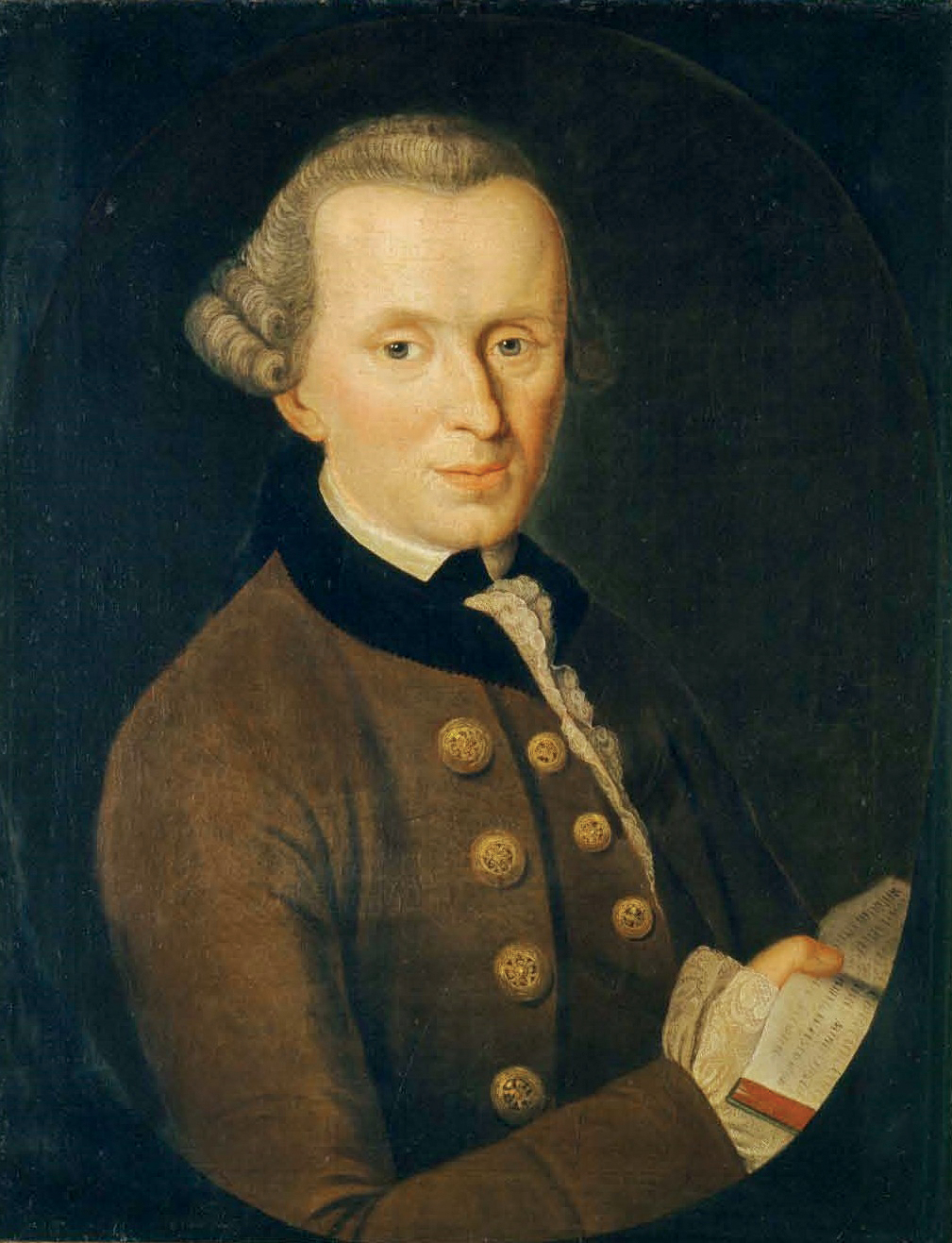
Immanuel Kant

Para una mejor comprensión de la historia de la conformación de la pedagogía y su relación con la educación, Immanuel Kant, Émile Durkheim y el idealismo alemán aportan una serie de elementos importantes. Por un lado, Kant propone la confección de una disciplina que sea científica, teórica y práctica, que se base en principios, experimentación y reflexiones sobre prácticas concretas.  En cambio, Durkheim, quien inauguró en la Sorbonne, Francia, en 1902, el primer curso sobre “La ciencia de la educación”, al referirse a esta, expresa que es materia de la pedagogía y es indispensable construir un saber por medio de la implementación de reglas metodológicas −postura positivista− que sea garante del carácter científico de dicho conocimiento. Mientras que Hegel y el idealismo alemán confieren a la pedagogía un estatus más trascendental, capaz de darle sentido a la existencia humana, siendo los antecedentes de la pedagogía trascendente e idealista.
La pedagogía no consiste solo en cumplir el rol de docente, sino que también se dedica al aprendizaje y entender de qué manera se produce.

## Etimología
Pedagogía (del griego clásico παιδίον [paidíon] ‘niño’ y ἀɣωɣός [agōgós] ‘guía, conductor’). La palabra proviene del griego παιδαɣωɣέω (paidagōgeō); en el cual παῖς (gen. παιδός paidós), significa “niño” y ἄɣω (ágō) significa “guía”, o sea “dirigir al niño”. En la antigua Grecia el pedagogo era el esclavo encargado de acompañar al niño hasta la palestra o “didaskaleía”:
De la palabra griega παιδαɣωɣέω, luego latinizada como paedagogus, posteriormente surge la actual palabra castellana pedante con el significado de aquel con algunos pocos o fementidos conocimientos, que suele charlatanear o ser intelectualoide (es decir, alguien o algo que aparenta ser intelectual), y que suele fascinar a los ignaros y a las personas pueriles (por ejemplo, pasar por “sapiente” ante las personas cuya mentalidad es de παιδός [paidós] o pueriles), por tal motivo es importante distinguir la palabra pedagogo de su derivada peyorativamente pedante.

## Definición en diccionarios no especializados
Tanto el Diccionario de la lengua española de la Real Academia Española, como el Diccionario Salamanca de la lengua española, definen la pedagogía como la ciencia que se ocupa de la educación y la enseñanza. Tiene como objetivo proporcionar guías para planificar, ejecutar y evaluar procesos de enseñanza y aprendizaje, aprovechando las aportaciones e influencias de diversas ciencias, como la psicología (del desarrollo, personalidad, superdotación, educativa, social), la sociología, la antropología, la filosofía, la historia y la medicina, entre otras. Por lo tanto, el pedagogo es el profesional que ayuda a organizar mejores sistemas y programas educativos, con el objeto de favorecer al máximo el desarrollo de las personas y las sociedades. Estudia la educación en todas sus vertientes: escolar, familiar, laboral, social y cultural.
En resumen, podría decirse que la pedagogía es la ciencia cuyo objeto de estudio es la formación de la personalidad de la persona. Las tendencias actuales pretenden que esta educación sea integral, es decir, en todas las dimensiones de la persona. La formación es el proceso de preparación de la persona para la vida. Por eso algunos autores consideran que la formación y la educación son sinónimos.

## Herramientas pedagógicas generales: Introducción y recursos básicos
Las herramientas pedagógicas son los recursos, estrategias, dispositivos y metodologías que los educadores emplean de manera intencionada para facilitar, mediar y potenciar el proceso de enseñanza-aprendizaje. Su función principal es actuar como puente entre los objetivos educativos, los contenidos, el docente y los estudiantes, adaptándose a diferentes contextos, estilos de aprendizaje y necesidades específicas. Su selección y uso adecuado son fundamentales para crear entornos de aprendizaje significativos, activos y motivadores.
Definición y Naturaleza:
Una herramienta pedagógica es cualquier elemento (físico, digital o conceptual) utilizado para:
Transmitir información: Presentar contenidos de manera clara y accesible.
Favorecer la comprensión: Ayudar a los estudiantes a construir significado y relacionar conceptos.
Promover la interacción: Facilitar la comunicación, colaboración y discusión entre estudiantes y docentes.
Estimular la práctica y la aplicación: Permitir a los estudiantes ejercitar habilidades, resolver problemas y aplicar conocimientos.
Evaluar el aprendizaje: Recoger evidencias del progreso de los estudiantes.
Tipos y Modalidades:
La diversidad de herramientas es amplia y puede clasificarse de varias formas:
Por soporte:
Analógicas/Tradicionales: Pizarra, libros de texto, cuadernos, material manipulativo (bloques, maquetas), láminas, juegos de mesa educativos, instrumentos musicales, materiales de laboratorio básico.
Digitales/TIC: Plataformas Virtuales de Aprendizaje (LMS como Moodle, Classroom), software educativo específico, aplicaciones móviles educativas, simuladores, recursos multimedia (videos, pódcast, infografías interactivas), herramientas de productividad (procesadores de texto, hojas de cálculo, presentaciones), herramientas de colaboración en línea (documentos compartidos, pizarras digitales colaborativas), realidad aumentada/virtual, sistemas de respuesta interactiva.
Por función pedagógica:
Expositivas/Transmisivas: Presentaciones, videos explicativos, lecturas guiadas.
Interactivas/Colaborativas: Foros en línea, wikis colaborativas, herramientas de cocreación de documentos, juegos educativos multijugador.
Manipulativas/Experimentales: Laboratorios virtuales o físicos, kits de robótica/electrónica, experimentos científicos.
Evaluativas: Cuestionarios en línea, rúbricas digitales, portafolios electrónicos, sistemas de gamificación con insignias.
Organizativas: Calendarios compartidos, agendas digitales, gestores de tareas.
Por modalidad de uso:
Presenciales: Herramientas utilizadas en el aula física.
Virtuales: Herramientas diseñadas para entornos de aprendizaje en línea o a distancia.
Híbridas/Bimodales: Herramientas que se integran en modelos que combinan lo presencial y lo virtual.
Objetivos Principales:
El uso efectivo de herramientas pedagógicas busca:
Mejorar la motivación y el compromiso del estudiante.
Facilitar la comprensión de conceptos abstractos o complejos.
Personalizar el aprendizaje atendiendo a diferentes ritmos y estilos.
Desarrollar competencias clave del siglo XXI: pensamiento crítico, creatividad, colaboración, comunicación, competencia digital.
Fomentar la autonomía y el aprendizaje autorregulado.
Optimizar el tiempo y los recursos educativos.
Recoger información valiosa para la evaluación formativa y la mejora continua del proceso.
La elección de la herramienta adecuada debe basarse en una cuidadosa planificación didáctica, considerando siempre los objetivos de aprendizaje, las características de los estudiantes, el contexto y las competencias del docente, evitando que la herramienta se convierta en un fin en sí misma.
Recursos Bibliográficos y Sitios Web para Ampliar y Encontrar Aplicaciones Prácticas (en español):
Bibliografía General y Marco Teórico:
- Coll, C., Mauri, T., & Onrubia, J. (2008). Análisis de los usos reales de las TIC en contextos educativos formales: una aproximación sociocultural. Revista Electrónica de Investigación Educativa, 10(1). (Artículo clave sobre la integración de TIC desde una perspectiva pedagógica). [Disponible en línea en revistas como Redalyc]
- Area Moreira, M. (2009). Introducción a la Tecnología Educativa. Universidad de La Laguna. (Manual introductorio amplio que cubre bases teóricas y prácticas de las TIC en educación). [Disponible gratuitamente en repositorios universitarios como e-archivo.uc3m.es o buscar en el repositorio de la ULL].
- Díaz Barriga, F. (2013). TIC en el trabajo del aula. Impacto en la planeación didáctica. Revista Iberoamericana de Educación Superior, 4(10). (Analiza cómo las herramientas impactan en la planificación docente). [Disponible en línea en revistas como RIES].
- UNESCO. (2013). Enfoques estratégicos sobre las TICS en educación en América Latina y el Caribe. Oficina Regional de Educación para América Latina y el Caribe (OREALC/UNESCO Santiago). (Ofrece una visión regional y estratégica). [Disponible en el sitio web de UNESCO].
- Adell, J., & Castañeda, L. (2010). Los Entornos Personales de Aprendizaje (PLEs): una nueva manera de entender el aprendizaje. En R. Roig Vila & M. Fiorucci (Eds.), Claves para la investigación en innovación y calidad educativas. Alcoy: Marfil. (Fundamental para entender herramientas que fomentan el aprendizaje autónomo). [Buscar en repositorios como Dialnet].

Sitios Web con Herramientas, Aplicaciones Prácticas y Recursos:
- NTEF - Instituto Nacional de Tecnologías Educativas y de Formación del Profesorado (España): https://intef.es/
- Recursos: Banco de recursos educativos abiertos (Procomún), cursos de formación docente en TIC, guías didácticas, herramientas de autor, observatorio de tecnología educativa.
- Educ.ar - Portal Educativo del Estado Argentino: https://www.educ.ar/
- Recursos: Colecciones digitales (videos, infografías, secuencias didácticas), recursos por nivel y área, herramientas para docentes, aplicaciones y software educativo recomendado.
- Ceibal (Uruguay) - Área de Recursos Educativos: https://rea.ceibal.edu.uy/ (A menudo dentro del portal Ceibal)
- Recursos: Amplia biblioteca de recursos digitales abiertos y gratuitos para todas las asignaturas y niveles, plataformas adaptativas, herramientas para docentes.
- Proyecto EDIA - REA del Cedec (Centro Nacional de Desarrollo Curricular en Sistemas no Propietarios - España): https://proyectoedia.com/
- Recursos: Recursos Educativos Abiertos (REA) completos y listos para usar, basados en metodologías activas y ABP, que integran diversas herramientas digitales. Excelente para ver aplicaciones prácticas concretas.
- Observatorio de Innovación Educativa del Tecnológico de Monterrey: https://observatorio.tec.mx/
- Recursos: Reportes, artículos, casos de estudio e infografías sobre tendencias educativas, uso pedagógico de tecnologías emergentes y metodologías innovadoras. Buena fuente para profundizar en el "cómo".
- Canal de YouTube de "Educación 3.0": https://www.youtube.com/user/educaciontrespuntocero
- Recursos: Tutoriales prácticos, reseñas de herramientas digitales, experiencias de aula, consejos para docentes. Muy orientado a la aplicación concreta.
- REPOSITORIO INSTITUCIONAL UNAM - Facultad de Estudios Superiores Aragón (Ejemplo de repositorio universitario): https://repositorio.unam.mx/ (Buscar por facultad/área de educación/pedagogía).